# القاهرة (الحديدة)

تعديل مصدري - تعديل

القاهرة هي إحدى قرى مديرية اللحية، التابعة لمحافظة الحديدة اليمنية، بلغ تعداد سكانها 2281 نسمة حسب الإحصاء الذي جرى عام 2004.